# Marie Catherine Taperet
Marie Catherine Taperet, la vídua de Louis Alexandre Lescombat, nascuda a París l'any 1728, i morta executada per la forca o penjament en aquesta mateixa ciutat el 2 de juliol de 1755, fou una criminal francesa que pagà la pena segons les cròniques per haver fet que el seu amant Jean Louis De Mongeot matés el seu marit Louis Alexandre Lescombat.

## Elements biogràfics
Marie Catherine Taperet nasqué a París l'any 1728 en una família molt modesta. Els seus pares moriren quan ella era encara jove, i seria la seva àvia que li donaria una educació honesta. Tot i que no era gaire maca, tenia una ment viva i la seva companyia era agradable. I al seu voltant gravitaven un petit estol de pretendents. Es va casar amb un d'ells, l'arquitecte Louis Alexandre Lescombat.
La parella va viure un temps amb l'àvia, però Marie Catherine necessitava autonomia i llibertat. Així que convencé el seu espòs d'adquirir una habitatge al carrer Garancière. Mundana i expenedora, fou introduïda a diferents cenacles que aviat abandonaria després dels seus freqüents llibertinatges. El seu espòs, enamorat i força ocupat, no s'adonaria, a un primer moment, de res. L'habitatge com que era espaiós, permeté que obrissin una pensió per acollir-hi grups de joves dels quals Henri Mongeot llavors major de 23 anys no trigarà a enamorar-se intensament de la mestressa de la casa. Esdevenint amants, però l'idil·li es veurà truncat quan el marit d'ella se n'adonarà de la connexió intensa entre els dos, ja que ella no parava de perseguir el seu amant sense cap discreció. Marie-Catherine, a través de coneguts, feu tots els esforços per exonerar el seu amant als ulls del seu marit a qui s'acostaria de nou per canviar-li l'estat d'ànim i s'oblidés de les sospites.
Els dos homes es reconcilien i els amants pogueren novament veure's. Marie Catherine Taperet llavors gràcies al poder de convicció aconseguit, aprofità per convèncer a Henri Mongeot, no sense un odiós xantatge sentimental, d'assassinar el seu marit a qui ara considerava un tirà.

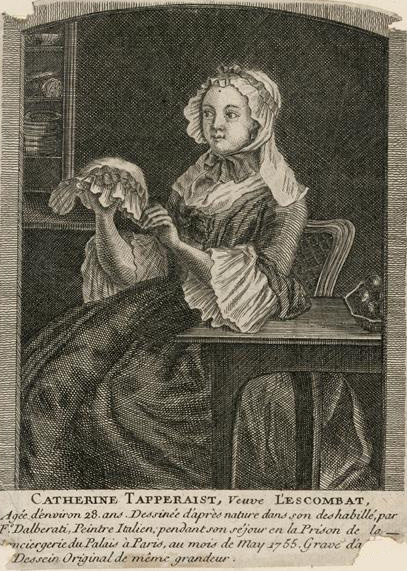
Catherine Tapperaist per Francesco Dalberati, un pintor italià, l'any 1755

### L'homicidi
Un vespre del desembre de 1754, Henri Mongeot convidà Louis Alexandre Lescombat a un passeig pels jardins de Luxemburg. I aquest acceptà de bon grat.
La tarda anava avançant, i decidiren d'anar a sopar a le Suisse. El menjar estaria ben regat d'alcohol i Mongeot cuidà particularment el seu comensal. Una vegada acabat el menjar, es disposaren a tornar cap al domicili de Lescombat. Allà, a prop de la reixa de Luxemburg, al carrer de l'Infern, Henri Mongeot apunyalà amb l'espasa els ronyons de Louis Alexandre Lescombat que es desplomà banyat en la seva sang. Mongeot va treure una pistola de la seva butxaca que tira en direcció al cos de l'arquitecte. S'escapà i a la seva cursa, topà amb un guàrdia i acaba confessant que havia matat un home però que ho havia fet perquè aquest l'amenaçava amb una arma de foc. Henri Mongeot fou conduït a la comissaria. I el cos sense vida de Lescombat seria trobat poc després, pel qual Mongeot acabà detingut.
A l'interrogatori acabà per reconèixer el crim, però se'n guardà molt d'implicar la seva mestressa i amant, arrestada també per ser interrogada.
Ella com que no va ser inculpada, va romandre lliure, i acabà visitant el seu amant a la presó, menjant amb ell i fins i tot passaria nits a la presó acompanyant-lo.
Marie Catherine Taperet planejà llavors d'abandonar París, amb l'ajuda de Joao Vera-Cruz que podria ajudar-la amb aquest propòsit. Henri Mongeot se n'assabentaria però a la vigília del pronunciament de la seva sentència i demanà veure el jutge i incriminar aquesta vegada la seva mestra, Marie Catherine Taperet.

### Detenció i judici
El 7 de gener de 1755, Jean Louis De Mongeot és executat amb el suplici de la roda a l'encreuament de la Croix-Rouge de París. El seu cos inert i trinxat restaria exposat dos dies. La vídua Lescombat que havia estat arrestada un temps després, és portada a conèixer el procés de tortura del seu amant i a ser a continuació penjada ella. Després d'un interrogatori demana que es revisin les seves condicions físiques a raó del seu estat, ja que s'acabà demostrant que en efecte estava embarassada de Jean Louis De Mongeot, feia uns 4 o 5 mesos segons la seva versió. El pronunciament fou doncs suspès fins al naixement del nen. Al maig de 1755, portà al món un fill i pretengué de nou obtenir un ajornament de la seva pena, però sis setmanes més tard, el 2 de juliol de 1755, és penjada a la Grève davant d'una multitud nombrosa vinguda a assistir als últims instants de La Lescombat.
Alguns dies més tard, circularen per París sota mantell, exemplars de l'oració fúnebre de Marie Catherine Taperet. El document, d'una vintena de pàgines plenes d'èmfasi, és d'autoria anònima.

### Teatre
- Antony Béraud, La Lescombat, drame en 5 actes, avec Brot, 1841.